# Bodil Lassen
Bodil Lassen (født 12. marts 1955) er en dansk skuespiller.
Lassen blev uddannet fra Statens Teaterskole i 1984. I løbet af karrieren har hun både været tilknyttet børneteatre og en række andre scener, bl.a. Gladsaxe Teater, Aveny Teatret og Det Kongelige Teater. Siden 2002 har hun været en del af det faste ensemble på Aalborg Teater.

## Filmografi
- Jeg elsker dig (1987)
- Peter von Scholten (1987)
- Ved vejen (1988)
- Isolde (1989)
- Planetens spejle (1992)
- Kun en pige (1995)
- Fruen på Hamre (2000)
- Silkevejen (2004)
- Kunsten at græde i kor (2007)

### Tv-serie
- Krøniken (2003-2006)